# Thomas-Müntzer-Straße 35 (Weimar)

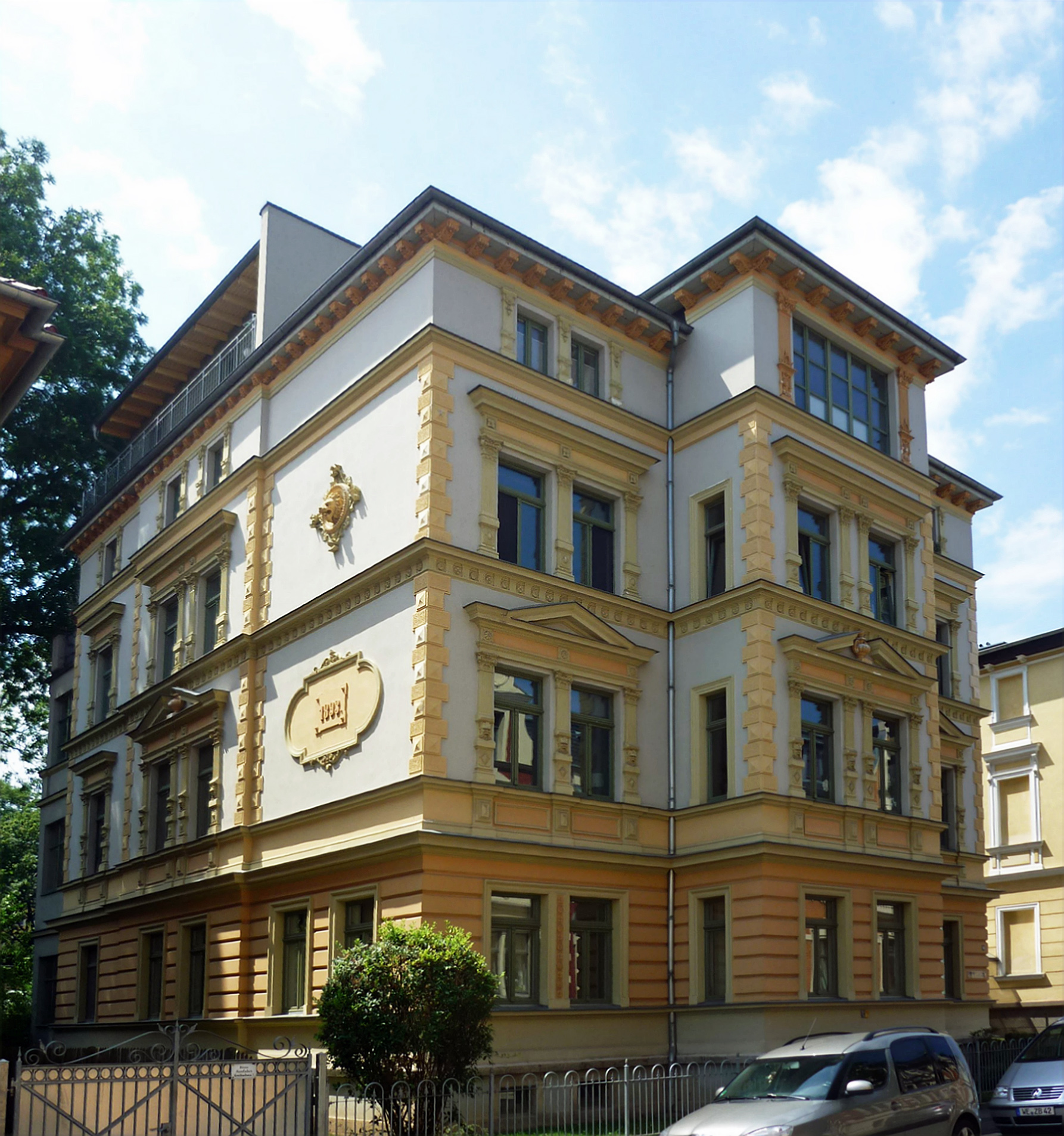
Thomas-Müntzer-Straße 35

Das Haus Thomas-Müntzer-Straße in Weimar ist ein denkmalgeschütztes Mietshaus im Stil der Neorenaissance. Zur Erbauungszeit hieß die Thomas-Müntzer-Straße Wörthstraße.
Es wurde 1893/94 von dem Bauunternehmer Karl Kühndorf nach dem Entwurf des Zimmermeisters Theodor Reinhard errichtet. In einer Kartusche im ersten Obergeschoss der Ostfassade ist die Jahreszahl „1893“ zu sehen. Das Gebäude mit zwei Vollgeschossen und einem Mezzaningeschoss ist um die Breite des Vorgartens von der Straßenflucht zurückgesetzt. Ein besonderer plastischer Akzent ist der dreigeschossige Mittelrisalit an der Nordseite. Der an der Westseite befindliche Hauseingang wird von zwei Säulen flankiert. Oberhalb des Portals zeigt eine Inschriftentafel einen Segensspruch.
In diesem Hause wohnte zeitweilig der Historienmaler Hans Werner Schmidt (1859–1950), der hier auch sein Atelier hatte. An diesem Haus erinnert keine Gedenktafel an Schmidt; eine solche befindet sich jedoch seit 2009 am Gebäude Amalienstraße 17.